# Suknovci
Suknovci falu Horvátországban Šibenik-Knin megyében. Közigazgatásilag Prominához tartozik.

## Fekvése
Knintől légvonalban 11, közúton 15 km-re délnyugatra, községközpontjától 1 km-re északkeletre, Dalmácia északi-középső részén, a Promina-hegység lejtői alatt fekszik.

## Története
Eredeti neve „Suknovac" volt, a mai többes számú név csak a 19. században alakult ki, mivel a település addigra több részből állt. Suknovac az Oklaj-Knin út bal oldalán jött létre Cote, Kovačevići, Dujići, Čavke és Šojići részeivel együtt. Később az út jobb oldalán keletkezett Vučipolje és Skenderovce. Suknovac neve a „sukna” (posztó) főnévből ered jelezve, hogy milyen fontos volt a háziipar a településen. A településrészek nevüket többnyire az ott élő családok nevei után kapták. A török 1522-ben szállta meg ezt a területet, melynek korábbi lakossága nagyrészt nyugatra menekült. A község területe a moreai háború során 1688-ban szabadult fel a török uralom alól. Miután a francia seregek felszámolták a Velencei Köztársaságot osztrák csapatok szállták meg. 1809-ben az Első Francia Császárság Illír Tartományának része lett. 1815-ben a bécsi kongresszus újra Ausztriának adta, amely a Dalmát Királyság részeként Zárából igazgatta 1918-ig. A falunak 1857-ben 389, 1910-ben 547 lakosa volt. Az első világháború után előbb a Szerb-Horvát-Szlovén Királyság, majd Jugoszlávia része lett. Az 1970-es években nagy számú lakosság vándorolt ki a jobb megélhetés reményében. 1991-ben csaknem teljes lakossága horvát volt. A délszláv háború idején 1991-ben szerb felkelők és a JNA csapatai szállták meg és a Krajinai Szerb Köztársasághoz csatolták. A horvát hadsereg 1995 augusztusában a Vihar hadművelet során foglalta vissza a települést. A falunak 2011-ben 67 lakosa volt.

## Lakosság
| Lakosság változása | Lakosság változása | Lakosság változása | Lakosság változása | Lakosság változása | Lakosság változása | Lakosság változása | Lakosság változása | Lakosság változása | Lakosság változása | Lakosság változása | Lakosság változása | Lakosság változása | Lakosság változása | Lakosság változása | Lakosság változása |
| ------------------ | ------------------ | ------------------ | ------------------ | ------------------ | ------------------ | ------------------ | ------------------ | ------------------ | ------------------ | ------------------ | ------------------ | ------------------ | ------------------ | ------------------ | ------------------ |
| 1857               | 1869               | 1880               | 1890               | 1900               | 1910               | 1921               | 1931               | 1948               | 1953               | 1961               | 1971               | 1981               | 1991               | 2001               | 2011               |
| 363                | 333                | 282                | 401                | 403                | 414                | 444                | 453                | 460                | 466                | 454                | 393                | 276                | 162                | 101                | 67                 |